# Апостолівська міська територіальна громада
Апостолівська міська територіальна громада — територіальна громада в Україні, в  Криворізькому районі Дніпропетровської області. Адміністративний центр — місто Апостолове.
Площа громади — 679,5 км², населення — 23 331 мешканець (2018).
Утворена 5 серпня 2015 року шляхом об'єднання Апостолівської міської ради та Володимирівської, Кам'янської, Михайлівської, Першотравенської сільських рад Апостолівського району.

## Населені пункти
До складу громади входять 20 населених пунктів — 1 місто, 2 селища, 17 сіл:
| Населений пункт   | Населення (2015) |
| ----------------- | ---------------- |
| Апостолове        | 14252            |
| Кам'янка          | 1539             |
| Михайлівка        | 1332             |
| Запорізьке        | 1048             |
| Жовте             | 826              |
| Михайло-Заводське | 818              |
| Українка          | 783              |
| Козацький Кут     | 684              |
| Володимирівка     | 469              |
| Шевченко          | 432              |
| Широчани          | 425              |
| Новоіванівка      | 410              |
| Катеринівка       | 196              |
| Слов'янка         | 148              |
| Сергіївка         | 135              |
| Червона Колона    | 114              |
| Нова Січ          | 85               |
| Новосеменівка     | 83               |
| Новомар'янівка    | 71               |
| Тарасо-Григорівка | 49               |